# ميزر الهيدروجين
ميزر الهيدروجين (بالإنجليزي:Hydrogen maser)هو نوع من أنواع الميزرات يستخدم خواص ذرة الهيدروجين لتكون مرجع لدقة تردد الإشعاع الناتج.

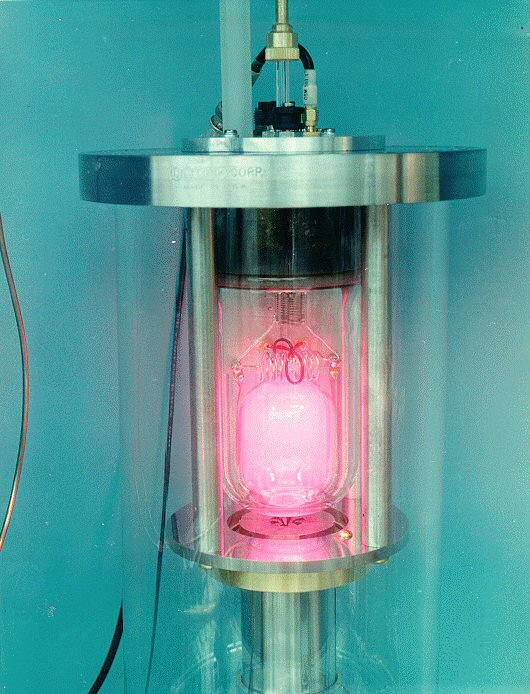
ميزر الهيدروجين

تكتسب ذرة الهيدروجين طاقة عالية عندما يكون اللف المغزلي للبروتون والالكترون في نفس الاتجاه، بينما تنخفض الطاقة إذا كانا متعاكسين، ولعكس اتجاه دوران الإلكترون نحتاج طاقة تعادل طاقة البروتون عند تردد 1,420,405,752 هيرتز (Hz) ، هذا التردد مهم في علم الفلك الراديوي لأنه يتوافق مع الخط الهيدروجين 21سم بين النجوم

## انواعه
ميزر الهيدروجين هي أجهزة معقدة للغاية مصنوعة بنوعين: إيجابي وسلبي وتكلفتها US$235,000.
في كلا النوعين يحفظ جزئ الهيدروجين في زجاجة صغيرة يمكن من خلالها التحكم في غازالهيدروجين المتسرب إلى اللمبة المفرغة الذي تنتقل ذراته عبر مستويات طاقة محددة خلال جهازبصريّ وبالتالي يمكّن من الحصول على حزمة من الأشعّة المتوازية تحت تأثير مجال مغناطيسي

### مواصفات لمبة التخزين
ارتفاع لمبة التخزين 20 سم وقطرها تقريبا 10 سم ومصنوعة من الكوارتز ومبطنة من الداخل بالتفلون، اهميته
- تسمح للذرات بالتصادم دون اضطراب مستويات الطاقة
- ويبطئ إعادة تكوين جزئ الهيدروجين
- غطاء التفلون يسمح بالحفاظ على التركيب الداخلي للمبة بالتالي يمنحها عمر أطول [3]

يوجد داخل لمبة التخزين تجويف ميكروي مصنوع من النحاس أو اسطوانة خزف مطلية بالفضة يتم ضبط هذا التجويف على تردد1420 ميغا هيرتز أي مايعادل صدى الذرات  يطبق مجال مغناطيسي ضعيف ثابت بشكل مواز على محورالتجويف باستخدام ملف لولبي لفصل مستويات زيمان الثانوية  لتغيير تأثير المجال الخارجي المتغير على تردد خطوط الانتقا ل وللتوافق مع المجال الكهرومغناطيسي الداخلي يحاط التجويف بعدة طبقات متداخلة لحمايته 
عند تنشيط ميزر الهيدروجين يتذبذب التجويف بذاته وهذا يتطلب كثافة هيدروجين عالية وجودة عالية لمعامل التجويف ومع ذلك في ميزر الهيدروجين المتقدم يكون التجويف سيراميك مطلي بالفضة ممايؤدي إلى أن يكون خرج الميزر أعلى بكثير  دون الحاجة لزيادة كثافة ذرات الهيدروجين، حيث أنه في ميزر الهيدروجين السلبي، يتم تغذية التجويف بتردد خارجي قدره 1420 ميغا هيرتز.ممايسمح باستخدام كثاقة ذرية أقل ومعامل جودة تجويف منخفض ممايقلل التكلفة

رسم لميزر الهيدروجين

## تاريخ الميزرات
-	قدم PTF نموذج ميزر CH1 75 وزنه 90 كغم ويستهلك طاقة 100 وات ودقة التردد طويل المدى(أكثر من 5سنوات) ±5×10−16
-	نموذج iMaser 3000 يعزيز الاستقرار قصير المدى(ثانية واحدة) عند تردد 1.2x10−13 مع وجودضوضاء منخفضة للغاية -130 dBc/Hz عند 1-5 هيرتز  ويصل انجراف التردد 7x10−16 في اليوم 
- نموذج CH1 76 قدمه أيضا PTF وزنه 55 كغم ويستهلك تقريبا 90 وات، دقة تردد طويل المدى ±1.5×10−12.[8]